# اموری پارنل
اموری پارنل (انگلیسی: Emory Parnell؛ ۲۹ دسامبر ۱۸۹۲ – ۲۲ ژوئن ۱۹۷۹) یک هنرپیشه اهل ایالات متحده آمریکا بود.
از فیلم‌ها یا برنامه‌های تلویزیونی که وی در آن نقش داشته است می‌توان به شب‌های عربی اشاره کرد.

## فیلم‌شناسی
- مک‌گینتی بزرگ (۱۹۴۰)
- خبرنگار خارجی (۱۹۴۰)
- سفرهای سولیوان (۱۹۴۱)
- شاهین مالت (۱۹۴۱)
- شب‌های عربی (۱۹۴۲)
- خشونت (۱۹۴۷)
- آقای بلندینگ خانه رؤیایی خود را می‌سازد (۱۹۴۸)
- یاران (۱۹۵۶)
- جاذبه آندرومدا (۱۹۷۱)